# Acropyga dubitata
Acropyga dubitata är en myrart som först beskrevs av Wheeler och Mann 1914.  Acropyga dubitata ingår i släktet Acropyga och familjen myror. Inga underarter finns listade i Catalogue of Life.